# Nathalie Benoit
Nathalie Benoit, nacida el 12 de junio de 1980 en Aix-en-Provence, Francia, es una atleta paralímpica que se desempeña en el deporte de Para-Remo. En 2010, ganó el oro en la categoría remo individual femenino en el Campeonato Mundial de Remo en Cambridge, Nueva Zelanda. Posteriormente, en 2012, ganó la medalla de plata en los Juegos Paralímpicos de Londres, también en la modalidad en la categoría de Remo individual femenino.
Dentro del Remo Paralímpico, debido a su esclerosis múltiple, Nathalie participa en la categoría de Embarcación individual PR1; una categoría reservada para remeros sin función de tronco y/o piernas que utilizan dos remos; además, esta categoría, los competidores utilizan correas alrededor del cuerpo para mantener el equilibrio, y flotadores en caso de que la barcaza se de vuelta.
Tras ganar la medalla de plata en los juegos paralímpicos de 2012 en Londres, Nathalie pausó temporalmente su carrera, para volver finalmente en 2019 para el Campeonato Mundial de remo, en Austria, en donde ganó el segundo lugar en el podio. Desde entonces, ha tenido una carrera activa en el para-remo, ganando nuevamente dos medallas de plata en los mundiales de remo de 2022 y 2023, respectivamente; participando en el Campeonato Europeo de Remo, en 2020, donde alcanzó el primer lugar en el podio, y las ediciones de 2023 y 2024, llevándose el bronce en ambas. También participó en los juegos Paralímpicos de Tokio y París, en donde en ambas ocasiones se llevó el bronce